# 김승준 (성우)
김승준(1967년 10월 17일 ~ )은 대한민국의 성우이며 1990년 한국방송공사 22기 공채 성우로 데뷔하였다.

## 학력
- 서울예술대학교 방송연예학과

## 출연 작품

### TV 애니메이션
- 일하는 세포 (애니맥스) - 호염기구
- 개구리 중사 케로로 (투니버스) - 디노 / 게리리 소령
- 그 남자! 그 여자! (투니버스) - 지성준
- 꽃천사 루루 (KBS) - 세르쥬 왕
- 내 친구 드래곤 (SBS) - 비버
- 내일은 월드컵 (SBS) - 오세화
- 내일은 축구왕 (애니맥스) - 김민철
- 드래곤볼 (SBS) - 야무치 / 블랙장군 / 심판 / 무술대회 진행자 / 펌프트
- 드래곤볼 Z (SBS) - 야무치
- 드래곤볼 Z 카이 (챔프) - 베지터
- 드래곤볼 슈퍼 (애니원, 애니맥스, 챔프) - 베지터 / 베지트 / 오지터
- 마다가스카 (KBS) - 알렉스
- 마기 (카툰네트워크) - 신드바드
- 마법소녀 리나 (SBS) - 제르가디스 그레이워즈
- 마법전사 라이너 (KBS1) - 시온
- 마이크로맨 (KBS2) - 루카
- 메이플스토리 (SBS) - 바로
- 명탐정 코난 (투니버스) - 핫토리 헤이지(하인성, 1기) / 이승엽(1기) / 옥태성(9기)
- 버키와 투투 (KBS2) - 챠오
- 범퍼킹 재퍼 (SBS) - 바조 / 바찌몽 / 메가
- 블랙캣 (애니맥스) - 트레인 하트넷
- 비바 피냐타 (애니맥스) - 프랭클린
- 빅토리 구슬동자 (SBS) - 다크 프린스
- 빛의 전사 프리큐어 (SBS) - 피사드 / 노유천
- 뾰로롱 꼬마마녀 (KBS) - 도둑 / 공사 직원
- 사랑의 천사 웨딩피치 (SBS) - 캐빈
- 슈가슈가 룬 (투니버스) - 피에르, 노유찬, 글라스
- 슈발리에 (애니맥스) - 데옹
- 슈퍼 씽씽캅 (KBS2) - 도미노 / 버들 기사
- 슈퍼 K (MBC) - 마이크(처음)
- 스타 워즈: 클론 전쟁 (카툰네트워크) - 클로비스
- 슬램덩크 (SBS) - 서태웅, 김수겸, 김대남
- 슬레이어즈 TRY (SBS, 투니버스) - 제르가디스
- 십이국기 (애니원) - 케이키
- 선물공룡 디보 (EBS1) - 크로
- 아쿠아키즈 (SBS) - 지노
- 오늘부터 마왕 (애니맥스) - 폰 비레펠트 경 볼프람 / 시부야 쇼리
- 오토마을 붕붕친구들 (KBS) - 조니
- 올림포스 가디언 (SBS) - 페르세우스, 테세우스
- 용의 전설 레전더 (SBS, 투니버스) - 시론 / 디노 아빠
- 우정의 그라운드 (KBS2) - 켄이치
- 원피스 (KBS2) - 롤로노아 조로 / 내레이션(후반)
  - 원피스 Original (챔프) - 롤로노아 조로 / 내레이션
  - 원피스 극장판 (투니버스) - 롤로노아 조로
  - 원피스 스폐셜-3D2Y (투니버스) - 롤로노아 조로 / 내레이션
  - 원피스 New 홀케이크 아일랜드 편 (애니원) - 내레이션 / 야솝
  - 원피스 스폐셜:에피소드 오브 이스트블루 (투니버스) - 롤로노아 조로 / 내레이션
- 유희왕 5D's (챔프) - 잭 아틀라스
- 유희왕 듀얼몬스터즈 (SBS) - 듀크 / 마해룡
- 이누야샤 (애니원) - 셋쇼마루
- 접지전사 (SBS) - 현달국
- 쥬로링 동물탐정 (KBS) - 루스 / 키다리 형사 / 아코리
- 쫑아는 사춘기 (어린이TV) - 강영웅(1기)
- 창작 애니메이션 스페셜 (SBS) - 아빠
- 채운국 이야기 (애니맥스) - 자정란
- 천하무적 슈라트 (KBS) - 휴우가
- 최유기 리로드 (투니버스) - 저팔계
- 출동! 로봇V (MBC) - 호열
- 카우보이 비밥 (투니버스)
- 콩콩돌이 펑키 (KBS) - 죠엘
- 탐정학원 Q (투니버스, 애니맥스) - 아마쿠사 류
- 태권왕 강태풍 (KBS2) - 강태풍
- 테니스의 왕자 (SBS) - 유진
- 트랙시티 (SBS) - 헌터 K / 부사장
- 트윈스피카 (투니버스) - 라이온
- 파워퍼프걸 Z (카툰네트워크) - 유토니움 박사
- 포트리스 (SBS) - 캐롯
- 하우스 오브 마우스 - 심바
- 허니와 클로버 (애니맥스) - 마야마 타쿠미 / 남자 2 / 카네코
- 환상게임 (투니버스) - 유귀
- 환상마전 최유기 (애니원) - 저팔계
- 후레쉬 프리큐어 - 타르트
- 후르츠 바스켓 (애니원) - 송유진(소마 유키)
- Angel Beats! - 이와사와 아버지
- BLOOD+ (애니맥스) - 하지, 모세 남자 2
- SD건담 삼국전 (챔프) - 조조건담
- 숲 속의 백설공주 (SBS)
- 괴도 루팡 (MBC) - 루팡
- 파이어 앰블럼 (어린이TV) - 마르스
- 무한의 리바이어스 (애니원) - 강준서
- 스크라이드 (애니원) - 류호
- 나나의 환상여행 (SBS) - 트랩
- 작은 아씨들 (KBS) - 로리
- 20 면상의 아가씨 (애니맥스) - 20 면상
- 사이버맨 8 (투니버스) - 사이버맨 8 / 지호
- 펫숍 오브 호러즈 (투니버스) - D 백작
- 소년 음양사 (애니맥스) - 리쿠고
- 캡틴 테일러 (SBS) - 앤드류 소위
- 여신전사 (투니버스) - 박현
- 구름처럼 바람처럼 (투니버스) - 혜승
- 바벨 2세 (투니버스) - 바벨 2세(훈)
- 엑소특공대 (SBS) - 알렉 드레온
- 채운국이야기 (애니맥스) - 자정란
- 토리코X원피스 : 최강의 콤비 (카툰네트워크) - 롤로노아 조로
- 톰과 제리 : 마법의 반지 (카툰네트워크) - 마법사
- 기사 제인과 말썽꾸러기 용 (EBS1) - 레이크
- 꿈을 찍는 이안 (EBS1) - 이안
- 네모 네모 스펀지 송 (EBS1) - 스펀지 송
- 막내둥이 또또 (EBS1) - 끌리용
- 별난 깜찍 수호천사 (EBS1) - 별난
- 세계명작동화 (EBS1) - '백설공주와 일곱 난쟁이'편 왕자 / '노아의 방주'편 야벳 / '걸리버 여행기'편 페스토 왕자
- 스타게이트 (EBS1) - R.J. 해리슨
- 아이들이 사는 성 (EBS1) - '나'편 아빠, 심장요원, 심장, 재채기 정자
- 야채극장 베지테일 (EBS1) - 래리
- 우리는 쌍둥이 (EBS1) - 아빠
- 호기심 많은 조지 (EBS1) - 노랑 모자 아저씨
- 나루토 질풍전 10기 (투니버스) - 카카시

### 극장용 애니메이션
- 노틀담의 꼽추 - 콰지모도
  - 노틀담의 꼽추 2 - 콰지모도
- 쿠스코? 쿠스코! 2 - 쿠스코
- 라이온 킹 2 - 심바
- 라이온 킹 3 - 심바
- 발토 (SBS) - 발토
- 볼트 - 볼트
- 브라더 베어 - 키나이
- 브라더 베어 2 - 키나이
- 이누야샤 극장판 - 셋쇼마루
- 토이 스토리 2 - 우디
- 토이 스토리 3 - 우디
- 토이 스토리 4 - 우디
- 헷지 (KBS) - 알제이 역
- 바이오니클 - 타쿠아
- 바이오니클 2, 3 - 바카마
- 타잔 (MOVIE) - 타잔
- 헝그리 베스트 5 (KBS) - 최다윗
- 철인사천왕 (SBS) - 스파이크
- 바비의 호두까기 인형 (SBS) - 호두까기 인형(에릭왕자)
- 매직 스워드 (SBS) - 가렛
- 녹색나라 삐삐의 모험 (MBC)
- 렛츠 댄스 (KBS) - 지운
- 포켓몬스터 베스트위시: 비크티니와 흑의 영웅 제크로무/백의 영웅 레시라무 - 레시라무
- 프린스 앤 프린세스 (KBS)
- 스타체이서 (KBS) - 오린
- 화성특공대 (KBS)
- 슬램덩크 극장판 (애니박스) - 서태웅
- 명탐정 코난 극장판 - 안홍익
- 불타 재탄 - 유키
- 늑대아이 (MOVIE) - "그"
- 에픽: 숲속의 전설 (MOVIE) - 봄바
- 베르세르크 극장판 (애니박스) - 그리피스
- 비행기 (MOVIE) - 더스티 크롬호퍼
- 레고 무비 (MOVIE) - 에밋
- 고카이저 고세이저 슈퍼 전대 199 히어로 대결전 (MOVIE) - 마벨러스/캡틴 레드
- 극장판 가면라이더 vs 파워레인저 슈퍼히어로 대전 (MOVIE) - 마벨러스/캡틴 레드
- 인사이드 아웃 - 라일리의 아빠
- 도리를 찾아서 - 도리의 아빠
- 토마스와 친구들: 잃어버린 왕관 - 내레이션
- 슈렉 2 (KBS) - 프린스 차밍(루퍼트 에버릿)
- 스피릿 - 리틀 크릭(다니엘 스투디)
- 카 2 - 마일즈
- 엘도라도(KBS/극장판) - 미겔(케네스 브래나)
- 원피스 필름 골드 - 조로
- 원피스 스탬피드 - 조로
- 이집트 왕자 - 모세
- 하이큐-콘셉트의 싸움 - 우시지마 와카토시
- 미래의 미라이 - 청년

### 특수촬영 드라마
- 가면라이더 가부토 (대원방송) - 텐도 소우지/가면라이더 가부토, 쿠사카베 소우지/가면라이더 다크가부토
- 가면라이더 디케이드 (대원방송) - 소우지/가면라이더 가부토, 오도기리 소우지
- 파워레인저 캡틴포스 (대원방송) - 마벨러스(캡틴 레드)

### 외화

#### 전담 배우
브래드 피트
- 세븐 (KBS) - 데이빗
- 킴 베신저의 쿨 월드 (SBS) - 프랭크
- 티벳에서의 7년 (KBS) - 하인리히 하러
- 스파이 게임 (KBS) - 톰 비숍
- 노예 12년 (KBS) - 배스
- 오션스 일레븐 (SBS, KBS) - 러스티
- 가을의 전설 (KBS) - 트리스탠
- 신밧드: 7대양의 전설 (KBS, 극장 개봉) - 신밧드

조니 뎁
- 캐리비안의 해적: 블랙 펄의 저주 (KBS) - 잭 스패로우
  - 캐리비안의 해적: 망자의 함 (KBS) - 잭 스패로우
  - 캐리비안의 해적: 세상의 끝에서 (KBS) - 잭 스패로우
- 원스 어폰 어 타임 인 멕시코 (SBS) - 샌즈
- 에디 우드 (KBS) - 에드우드
- 초콜릿 (KBS) - 루
- 퍼블릭 에너미 (KBS) - 존 딜린저
- 파르나서스 박사의 상상극장 (KBS) - 상상 속 토니 (조니 뎁, 주드 로, 콜린 패럴)

킬리언 머피
- 진주 귀걸이를 한 소녀 (KBS) - 피터
- 플루토에서 아침을 (KBS) - 패트릭
- 보리밭을 흔드는 바람 (KBS) - 데이미언

크리스천 베일
- 머시니스트 (KBS) - 트레버
- 코렐리의 만돌린 (KBS) - 만드라스
- 작은 아씨들 (KBS) - 로리
- 3:10 투 유마 (KBS) - 댄 에반스
- 포카혼타스 - 토마스

오언 윌슨
- 웨딩 크래셔 (KBS) - 존
- 상하이 눈 (KBS) - 로이
  - 상하이 나이츠 (KBS) - 로이
- 미트 페어런츠 (KBS) - 케빈
  - 미트 페어런츠 2 (KBS) - 케빈

가이 피어스
- 메멘토 (KBS) - 레너드
- 허트 로커 (KBS) - 맷 톰슨, 콜트랙트 팀 대원(샘 레드포드)
- LA 컨피덴셜 (KBS) - 에드 엑슬리

주성치
- 소림축구 (KBS, SBS) - 아성
- 쿵푸 허슬 (KBS) - 싱
- 정고전가 (KBS) - 호진

장국영
- 패왕별희 (KBS) - 쳉데이
- 아비정전 (KBS) - 아비
- 천녀유혼 (SBS) - 영채신
- 천녀유혼 2 (SBS) - 영채신
- 영웅본색 (SBS) - 아걸
- 영웅본색 2 (SBS) - 아걸
- 백발마녀전 (KBS) - 탁일항
- 백발마녀전 2 (KBS) - 탁일항
- 금지옥엽 (KBS) - 샘
- 성월동화 (KBS) - 가보 / 다쯔야
- 상해탄 (SBS) - 허문강
- 연지구 (KBS) - 도련님
- 동성서취 (KBS) - 황약사

정이건
- 아저씨 우리 결혼할까요? (SBS) - 십삼
- 쌍웅 (KBS) - 이문건
- 결전 (KBS) - 서문취설
- 극속전설 (KBS) - 스카이
- 동경공략 (KBS) - 대용
- 풍운 (KBS) - 섭풍

이연걸
- 용행천하 (KBS) - 연걸
- 더 원 (KBS) - 죄수 / 율라우 / 게이브
- 이연걸의 황비홍 (KBS) - 황비홍
- 의천도룡기 (KBS) - 장무기
- 태극권 (KBS) - 군보

#### 드라마
- 닥터 후 (KBS) - 10대 닥터 (데이비드 테넌트)
- 찰리 제이드 (KBS) - 찰리 제이드 (제프리 피어스)
- 삼국지 (KBS) - 여포 (허룬동)
- 판관 포청천 (KBS) - 단정
- 원더폴스 (TBC, TJB) - 에릭 고츠 (타이론 레이트소)
- 아빠, 뭐하세요? (KBS) - 마크 (타란 노아 스미스)
- 꿈꾸는 소녀 에밀리 (EBS1) - 딘 (에릭 우렌)
- 불멸의 사나이 (KBS)
- 피시는 사춘기 (KBS) - 피트(윌 프리들)
- 니벨룽겐의 반지 (KBS) - 에릭 / 지그프리드(벤노 퓨어만)

#### 영화
- 슈퍼맨 (KBS) - 어린 클락 켄트(제프 이스트)
  - 슈퍼맨 2 (KBS)
- 영웅 알베르 (KBS) - 젊은 알베르 (마티유 카소비츠)
- 굿 윌 헌팅 (KBS) - 윌 헌팅(맷 데이먼)
- 디파티드 (KBS) - 콜린(맷 데이먼)
- 럭키 넘버 슬레븐 (KBS) - 슬레븐(조시 하트넷)
- 패컬티 (KBS) - 지크(조시 하트넷)
- 공포의 3일밤 (KBS) - 앤디(크리스천 슬레이터)
- 하드 레인 (KBS) - 톰(크리스찬 슬레이터)
- 택시 (MBC) - 다니엘(사미 나세리)
- 크림슨 리버 2 (KBS) - 레다 형사(브누아 아지엘)
- 퀸 오브 뱀파이어 (SBS) - 레스타트(스튜어트 타운젠트)
- 그림 형제 - 마르바덴 숲의 전설 (KBS) - 제이크(히스 레저)
- 내셔널 시큐리티 (SBS) - 행크(스티브 잔)
- 리노의 하룻밤 (KBS) - 로니 얼 도드(빌리 밥 손턴)
- 블레이드 (SBS) - 디콘 프로스트(스티븐 도프)
- 세상에서 가장 슬픈 유혹 (SBS) - 해리(리 로스)
- 블라인드 가이 (KBS) - 대니(크리스 파인)
- 진용 (SBS) - 백운비(우영광)
- 빅히트 (SBS) - 시스코(루 다이아몬드 필립스)
- 장지웅심 (SBS) - 황위걸(당여구)
- 고스트 쉽 (SBS) - 먼더(칼 어번)
- 스노우보더 (SBS) - 조시(그레고리 콜린)
- 아메리칸 뷰티 (SBS) - 브래드(베리 델 셔먼)
- 피너츠 송 (SBS) - 피터 도너휴(토머스 제인)
- 크림슨 타이드 (SBS) - 웹스(비고 모텐슨)
- 하프 어 챈스 (SBS) - 카렐라(에릭 다포스)
- 리틀 부다 (SBS) - 딘(크리스 이삭)
- 용재변연 (SBS) - 당문준(담요문)
- 라붐 2 (SBS) - 필립스(피에르 코소)
- 데스티네이션 (SBS) - 카터(커 스미스)
- 나의 아름다운 비밀 (SBS) - 다비드(크손고르 카사이)
- 오픈 유어 아이즈 (KBS) - 세사르(에두아르도 노리에가)
- 미스터리 알래스카 (KBS) - 스캥크(론 엘다드)
- 성룡의 빅타임 (KBS) - 알버트(량차오웨이)
- 아멜리에 (KBS) - 니노 캥캉푸아(마티유 카소비츠)
- 알비노 엘리게이터 (KBS) - 도바(맷 딜런)
- 차이나 스트라이크 포스 (KBS) - 대런(곽부성)
- 퍼햅스 러브 (KBS) - 린찌엔똥(카네시로 타케시)
- 뷰티풀 마인드 (KBS) - 찰스(폴 베타니)
- 트랩트 (KBS) - 윌리엄 제닝스(스튜어트 타운젠드)
- 타임라인 (KBS) - 크리스(폴 워커)
- 댓 싱 유 두 (KBS) - 패터슨(톰 에버렛 스콧)
- 호커스 포커스 (KBS) - 위니 프레드(베트 미들러)
- 페이스 오프 (KBS) - 플럭스(알렉산드로 니볼라)
- 남자의 세계 (KBS) - 즐라이네르트
- 피라미드의 공포 (KBS) - 홈즈(니컬러스 로)
- 잉글리시 브라이드 (KBS) - 조(로렌 딘)
- 조지 클루니의 표적 (KBS) - 글렌(스티브 잔)
- 별의 목소리 (KBS) - 테라오 노보루(신카이 마코토)
- 친밀한 적 (KBS) - 테리앙 소위(브누와 마지멜)
- 시간 여행자의 아내 (KBS) - 헨리 드템블(에릭 바나)
- 로미오와 줄리엣(1997년 더빙판) (KBS) - 로미오(레너드 화이팅)
- 빌리 베스게이트 (KBS) - 빌리 베스게이트(로런 딘)
- 태양은 가득히 (KBS) - 톰(알랭 들롱)
- 태극권 (KBS) - 군보(리롄제)
- 공포의 종합병원 (KBS) - 올레(킴 와이플라트)
- 파이터 (KBS) - 에밀(사이런 비요른 멜빌)
- 댈러웨이 부인 (KBS) - 젊은 피터(앨런 콕스)
- 채플린 (KBS) - 청년 채플린(토머스 브래드퍼드)
- 포레스트 검프 (KBS) - 존 레논(조 스테파넬리) / 제니의 남자친구(마크 매테이센) / 방송 앵커(조 워싱턴)
- 흑협 2 (KBS) - 안지걸 / 흑협
- 맨발의 경영자 (KBS) - 빌리
- 아름다운 시절 (KBS) - 젊은 카를 오게(미카엘 헬무트)
- 머스킷티어 (KBS) - 달타냥(저스틴 챔버스)
- 화중선 (SBS) - 정진부
- 프레데터 2 (KBS) - 가버(애덤 볼드윈) / 레이먼 베가(코리 랜드)
- 공작왕 (KBS) - 공작(원표)
- 동방삼협 (SBS)
- 그들만의 거리 (KBS) - 찰리(하비 키이텔)
- 나인 먼스 (SBS) - 새뮤얼 폴크먼(휴 그랜트)
- 다니엘 스틸의 스타 (SBS) - 스펜서 힐 (크레이그 비에르코)
- 디스트럭션 (SBS) - 빌리 헤이예스 (리치 뮐러)
- 마지막 서핀 (KBS) - 터틀 (존 필빈)
- 맨스필드 파크 (KBS) - 헨리 크로퍼드(알렉산드로 니볼라)
- 스컬스 (KBS) - 캘럽 맨드레이크(폴 워커)
- 첩혈가두 (SBS) - 아비(벤)(양조위)
- 패스트 겟어웨이 2 (SBS) - 넬슨 포터(코리 헤임)
- 퍼플 스톰 (SBS) - 토드(오언조)
- 프리폰테인 (KBS) - 스티브 프리폰테인(자레드 레토)
- 하얀 궁전 (KBS) - 맥스 바론(제임스 스페이더)
- 위대한 산티니 (KBS) - 벤 미첨(마이클 오키프)
- 클로저 (KBS) - 래리(클라이브 오언)
- 화이트 히어로 (KBS) - 컨클린(피터 버그)
- 위험한 도박 (KBS)
- 나의 사랑 나의 기사 (KBS)
- 내 사랑 신디 (KBS) - 레스터(맥스 펄리히)
- 커럽터 (SBS)
- 동굴속의 비밀 (SBS)
- 배틀필드 (SBS)
- 마틴 신의 유죄추정 (SBS)
- 세가지 색 레드 (KBS)
- 사랑의 용기 (SBS)
- 천녀유혼 3 (KBS)
- 다크니스 (KBS)
- 컴퓨터 용사 트론 (KBS)
- 글레디에이터 (KBS)
- 클리프행어 (KBS) - 브레드(트레이 브라우넬) / FBI 요원(데렉 혹스비)  / 조종사(던컨 프렌티스)
- 귀여운 여인 (KBS) - 호텔 직원 / 클럽 남자
- 에너미 오브 스테이트 (KBS) - 셀비(세스 그린)
- 늑대의 후예들 (KBS) - 토마(제레미 르니에르)
- 아이언 이글 (SBS)
- 에어 본 (SBS)
- 그린 파파야 향기 (KBS)
- 인디아나 존스: 최후의 성전 (KBS) - 어린 인디(리버 피닉스)
- 벤허 (KBS) - 벤허(조셉 모건)
- 마이클 잭슨의 문워커 (KBS) - 마이클 잭슨
- 중환영웅 (SBS) - 호걸(양조위)
- 마우스 헌트 (SBS) - 라스(리 에반스)
- 오즈: 그레이트 앤드 파워풀 (KBS) - 오스카(제임스 프랭코)
- 맥멀른가의 형제들 (KBS) - 패트릭(마이클 맥글론)
- 스컬스 (KBS) - 케헬럽(폴 워커)
- 영 건 2 (KBS)
- 비룡맹장 (KBS) - 원표(원표)
- 닥터 지바고 [1997년 더빙판] (KBS) - 파샤(톰 커트니)
- 007 위기일발 (KBS) - 케림의 아들(누슬렛 아타에르) / 운전 기사(네빌 제이슨)
- 쾌찬차 (KBS) - 아표(원표)
- 크러쉬 (SBS) - 닉 엘리엇(캐리 엘위스)
- 킬러의 보디가드 2 (KBS) - 마이클 브라이스(라이언 레이놀즈)
- 듄 (SBS) - 폴(카일 매클라클런)

### 방송 / 내레이션
- TV캠프 우리누리(KBS2)
- 2TV 생생정보(KBS2)
- 인터뷰 게임(SBS)
- 두뇌왕 아인슈타인(KBS)
- 잃어버린 오아시스(KBS)
- 다큐10 (EBS1)
- 브레이크 아웃(NGC)
- 2017.01.15 KBS1 특집다큐 <한국 추상미술의 선구자, 유영국> (KBS1)

### 라디오 드라마
라디오 극장 (KBS 한민족 방송)
- 2012.10.01 ~ 2012.10.31 고정욱 <까칠한 재석이 돌아왔다> (재석)

라디오 독서실 (KBS 2라디오)
- 2000.01.30 황광수 <폭염> (나 / 해설)
- 2000.02.13 김인숙 <개교기념일> (오씨)
- 2000.07.30 엄창섭 <황금색 발톱> (김필릉)
- 2001.07.08 한창훈 <세상의 끝으로 간 사람> (사내)
- 2003.12.21 파올로 코엘료 <연금술사> (산티아고)
- 2004.10.17 김남일 <조금은 특별한 풍경> (나)
- 2005.05.29 김연경 <나의 가자미 색시> (해설)
- 2006.04.16 박완서 <그남자네 집> (현보)
- 2006.10.01 공지영 <사랑 후에 오는 것들> (준고)
- 2009.04.19 김중혁 <악기들의 도서관> (나 / 해설)
- 2009.12.06 이  홍 <50번 도로의 룸미러> (해설)

KBS 무대 (KBS 한민족 방송)
- 2002.08.25 오이를 볶는 저녁식사 (성욱)
- 2003.11.09 서울, 2003년 가을 (오대리)
- 2009.01.24 어머니의 새해 (병규)
- 2009.07.18 my스텝파더 (정식)
- 2010.01.23 칵테일 만들기 (지배인)
- 2012.09.22 그 바람에 입맞춤하다 (남자)
- 2012.12.29 아버지의 바다 (임덕기)
- 2013.08.24 진상 패밀리 (오진상)

엄길청의 성공시대 (KBS 2라디오)
- 2005.01.17 ~ 2005.01.29 감성 시계를 만드는 남자, 김기문 (김기문)

특집기획 라디오 다큐멘터리 (KBS)
- 2009.05.28 KBS 강릉 특집 다큐멘터리 <상생, 어울림, 천년의 역사 강릉 계(契)> (해설)

창립 20주년 특별기획 다큐 드라마 <서울 600년을 걷다> (TBS)
- 2010.05.31 ~ 2010.06.25 제4화 <성삼문> (성삼문)

라디오 문학관 (EBS FM)
- 2003.09.22 ~ 2003.09.24 우리 소설 100선 - 강신재 <젊은 느티나무> (현규)

라디오 소설 (EBS FM)
- 2012.04.30 ~ 2012.05.04 주요섭 <사랑 손님과 어머니> (사랑방 손님)

만화 열전 (MBC)
- 호텔 아프리카 - 이안 역
- 레드문 - 사다드 역

### 예고
- 접지전사(SBS)

### 인터넷
- 그 해 여름(옛날방송국) - 치영
- 울어도 좋습니까(옛날방송국) - 정훈

### 게임
- 강철의 걸프랜드 - 후유츠키 코조, 카지 료지, 아오바 시게루
- 킹덤 언더 파이어(PC판) - 큐리안
- 창세기전 3 파트 1~2 - 살라딘
- 마비노기 영웅전
- 라임 오딧세이 - 벨로키, 휴먼 종족 오프닝
- 메이플스토리 - 데몬슬레이어
- 그라나도 에스파다 - 남자 머스킷티어
- 레이디안 - 심연 속으로 - 후린
- 건담전기 - 아무로 레이
- 회색도시 - 배준혁
- 도타2 - 벌목꾼
- 이카루스
- 오버워치 - 솔저: 76
- 유희왕 듀얼 링크스 - 잭 아틀라스
- 엘소드 - 아인

### TV 광고
- 아모레퍼시픽 아이오페.비타민헤어펙샴푸린스.메디안클리닉.송염치약.라네즈
- 유유제약 유판씨
- 오뚜기 옛날사골곰탕, 진라면
- 롯데칠성음료 솔의눈
- 오랄비
- 주택도시보증공사
- 한국닌텐도(도와줘! 리듬 히어로)
- SK브로드밴드 두루넷,라이코스
- 윤선생영어교실
- 한국P&G 펜틴프로브이
- 메리츠화재
- 동아제약 비겐크림
- 현대카드
- 베스킨라빈스 31 - 종업원[1]
- 삼일제약 지르텍
- SK텔레콤 june
- 대신증권
- 한국타이어 블랙버드V2,노르딕 3000
- 삼성전자 센스
- 옥시레킷벤키저 옥시크린,쉐리
- 비트윈(주) - 야채극장 베지테일
- 한독 케토톱
- 서울랜드[2]
- IBM
- KGB물류그룹
- 유니레버코리아 오가닉,지프
- 쌍용자동차 로디우스
- 기아자동차 카니발,리오
- 큐리텔
- UPS
- 야마하
- 제일투자신탁증권
- 원샷018
- 신한증권
- 랜드스쿨학원
- 네이트
- 일동제약 아로나민골드,아로나민씨플러스
- 농협목우촌
- 나인네트웍스엔터테인먼트 - 스팅 내한공연
- 삼성전자 아지트,삼성다맛
- 오리온 이츠,와클,투니스,허쉬 키세스
- SK하이닉스 걸리버
- 현대자동차 뉴엑센트,엑센트,베르나,베르나센스,아토스,
- 빙그레
- 마스터카드 인터내셔날 코리아 마스터 카드
- 마이웨딩웅진닷컴 - 2004 대한민국 결혼 박람회
- 지엠대우
- N016
- LG전자 쁘레오,김장독
- 농심
- 하이네켄 - 브래드 피트
- 도요타
- 한빛소프트 메가블럭 코만도 특공대, 레전더
- 뉴트리라이트
- 대우자동차 마티즈 CVT
- 데이비드 토이
- 동아오츠카 데미소다, 오로나민씨
- 풀무원
- 동산C&G 오이비누,비드아웃
- 라미화장품 라피네야채베타
- 린나이코리아 린나이가스보일러
- 종근당 썸머스이브
- 질레트 코리아 브라운
- 마이다스타이어

### 지역광고
- 한서꼼바니아타운 - 대구
- 프라이비트 - 광주
- 우방타워랜드 - 대구
  - C&우방랜드 - 대구
- 베네시움 - 대구
- 피자2001 - 대전
- 전원예식홀 - 청주

### 라디오 광고
- 삼성화재
- 기아자동차 밀레니엄 카니발

### 노래
- 호기심 많은 조지 - 오프닝 곡
- 이누야샤 1기 오프닝 - 새로운 세상

## 같이 보기
- 한국방송공사